# Lakeview (Georgia)
Lakeview è un census-designated place (CDP) degli Stati Uniti d'America, situato nello stato della Georgia, diviso tra la contea di Catoosa e la contea di Walker.